# Satow
Satow település Németországban, Mecklenburg-Elő-Pomeránia tartományban. Lakosainak száma 6146 fő (2023. december 31.).

## Népesség
A település népességének változása:
| Lakosok száma | 5613 | 5767 | 5965 | 6079 | 6146 |
|               | 2017 | 2019 | 2021 | 2022 | 2023 |